# Koulovačka

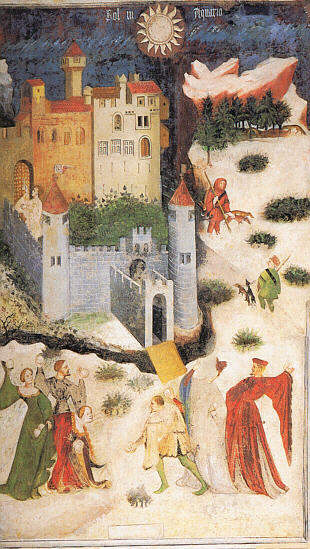
Castello del Buonconsiglio – Freska od českého umělce Václava (kolem 1400)

Koulovačka (též koulování) je zimní volnočasová aktivita. Obvykle je provozována dvěma družstvy, která si předem připraví sněhovou pevnost a sněhové koule. Na domluvený signál se pak družstva snaží dobýt pevnost protivníka tím, že ji obsadí, přičemž protihráče zahání trefováním sněhovými koulemi. Provozuje se i volná varianta koulovačky bez pevností nebo i bez rozdělení na družstva.
Volná varianta koulovačky je prastará, je zachycena i na středověké fresce na hradě Castello del Buonconsiglio. Koulovačka se v Amsterdamu údajně dočkala zákazu od městské rady roku 1472.
V Japonsku byla koulovačka pozvednuta na úroveň profesionálního sportu jménem Yukigassen (sněhová bitva). Ten se odehrává na sněhovém hřišti a je podobný vlajkové hře a vybíjené. Každý tým má k dispozici 90 sněhových koulí pro zápas trvající tři minuty. Je populární v několika zemích a každoročně se pořádá světový pohár.